# Ølstykke Kommune
| Strukturdaten       | Strukturdaten    |
| ------------------- | ---------------- |
| Sitz der Verwaltung | Ølstykke         |
| Fläche              | 29,12 km²        |
| Einwohner           | 15.681 (2006)    |
| Kommune seit 2007   | Egedal Kommune   |
| Website             | www.oelstykke.dk |

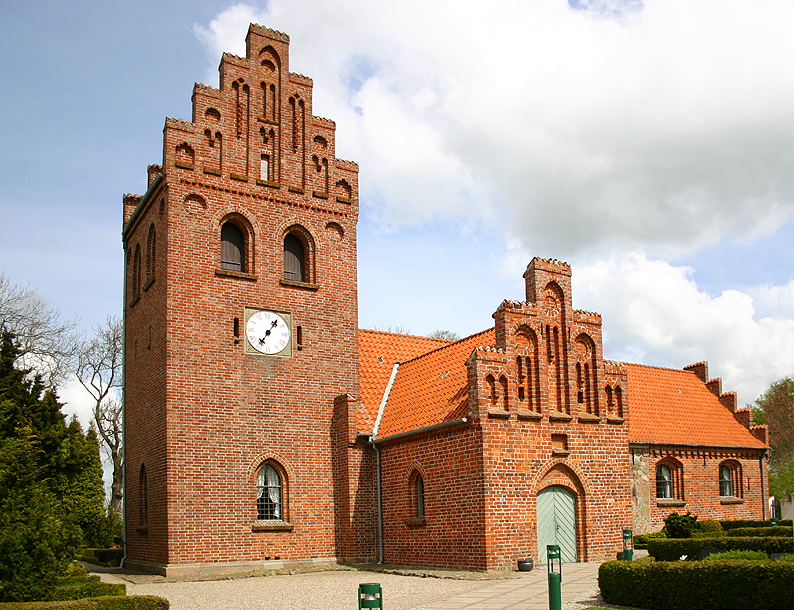
Kirche in Ølstykke

Ølstykke Kommune war bis Dezember 2006 eine dänische Kommune im damaligen Frederiksborg Amt im Nordosten der Hauptinsel Seeland. Seit Januar 2007 ist sie zusammen mit den ehemaligen Kommunen Ledøje-Smørum und Stenløse Teil der neugebildeten Egedal Kommune. Ølstykke liegt im nordwestlichen Vorortbereich von Kopenhagen.

## Sehenswürdigkeiten

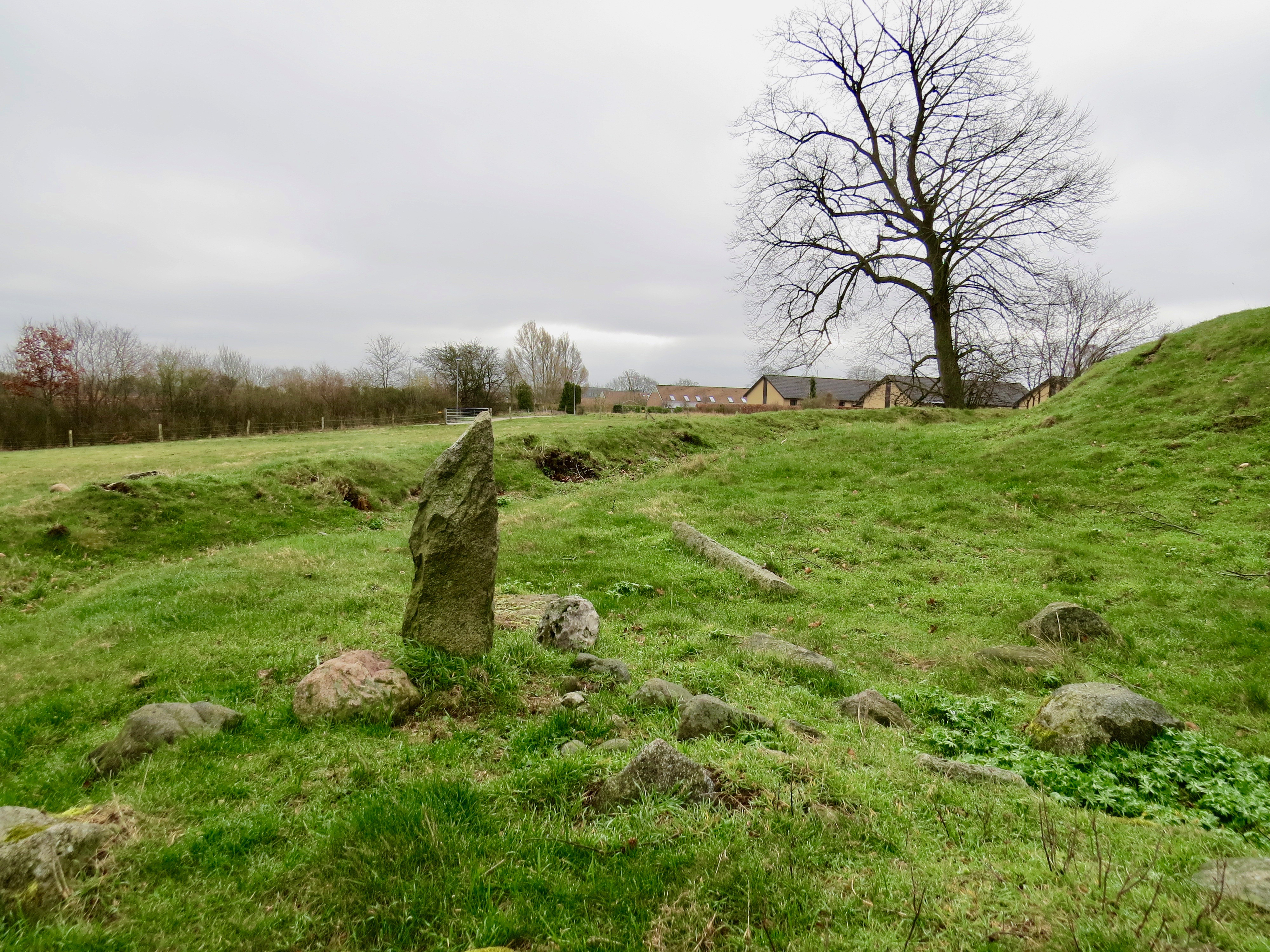
Maglehøj

Das Großsteingrab Stuehøj ( Stubenhügel  – auch Harpagers Høj genannt) und der Maglehøj oder Pastor Møhls Høj liegen im Stadtgebiet.
Pastor Møhls Høj (auch Præstens Høj, Ølstykke Maglehøj oder Maglehøi genannt) ist ein Grabhügel aus der frühen Bronzezeit (2000–1000 v. Chr.) Er liegt östlich der Kirche von Ølstykke. Der Hügel wurde Ende der 1830er Jahre von Pastor Knud Eskild Møhl (1805–1890) ausgegraben, der nur wenige Steinwerkzeuge fand. Dies könnte darauf hinweisen, dass der Hügel geplündert worden war.
Pastor Møhl baute den Hügel zu einem romantischen Garten mit Wegen, und Aussichtspunkten um und setzte drei Runensteine, die er herstellen und mit Inschriften versehen ließ. Eine Erinnerung an seine erste Frau, die auf der Heimreise von Tranquebar starb. 
Der Text auf den Steinen ist scheinbar ins Altnordische „übersetzt“ und mit einer Mischung aus altem und neuem Futhark geschrieben.

## Töchter und Söhne der Kommune
- Lennart Christensen (* 1978), Basketballspieler
- Glenn Bak (* 1981), Radsportler